# Église Sainte-Croix de Bernay
L'église Sainte-Croix est un édifice religieux dans la commune de Bernay en Normandie, située rue Thiers. Elle est inscrite au titre des monuments historiques.

## Historique
Cet édifice est construit pour être l'église paroissiale de la baronnie de Bernay. Une autorisation est accordée en 1372 pour la reconstruire sur son nouvel emplacement. Le chœur et le transept sont achevés fin XIVe siècle, la nef dans la première moitié du XVe siècle. La voûte du collatéral nord et la fausse voûte de la nef sont achevées en 1530. Le portail est réalisé durant la première moitié du XVIIIe siècle. Le chevet est agrandi en 1863 et un déambulatoire est réalisé en 1865.
Un arrêté du 28 juin 1808 du ministre de l'intérieur disperse le mobilier de l'église abbatiale du Bec. L'abbé Lefebvre, premier curé titulaire de Sainte-Croix depuis la Révolution obtient du cardinal Étienne Hubert de Cambacérès, archevêque de Rouen, une grande partie des biens pour orner l'église.

## Description

### Vitraux
Les vitraux proviennent de l'atelier Duhamel-Marette à Évreux.

## Mobilier
Le maître-autel du chœur surmonté de 8 colonnes de marbre jaspé a été exécuté en 1683-1684 suivant les plans de Guillaume de La Tremblaye, frère convers originaire de Bernay. La colonnade abrite le tabernacle en marbre et une Nativité dont seul l'enfant Jésus est en marbre, Joseph et la Vierge Marie sont en terre cuite. Ce groupe est la reproduction d'une œuvre exécutée par Michel Anguier pour l'église Notre-Dame du Val-de-Grâce en 1662.

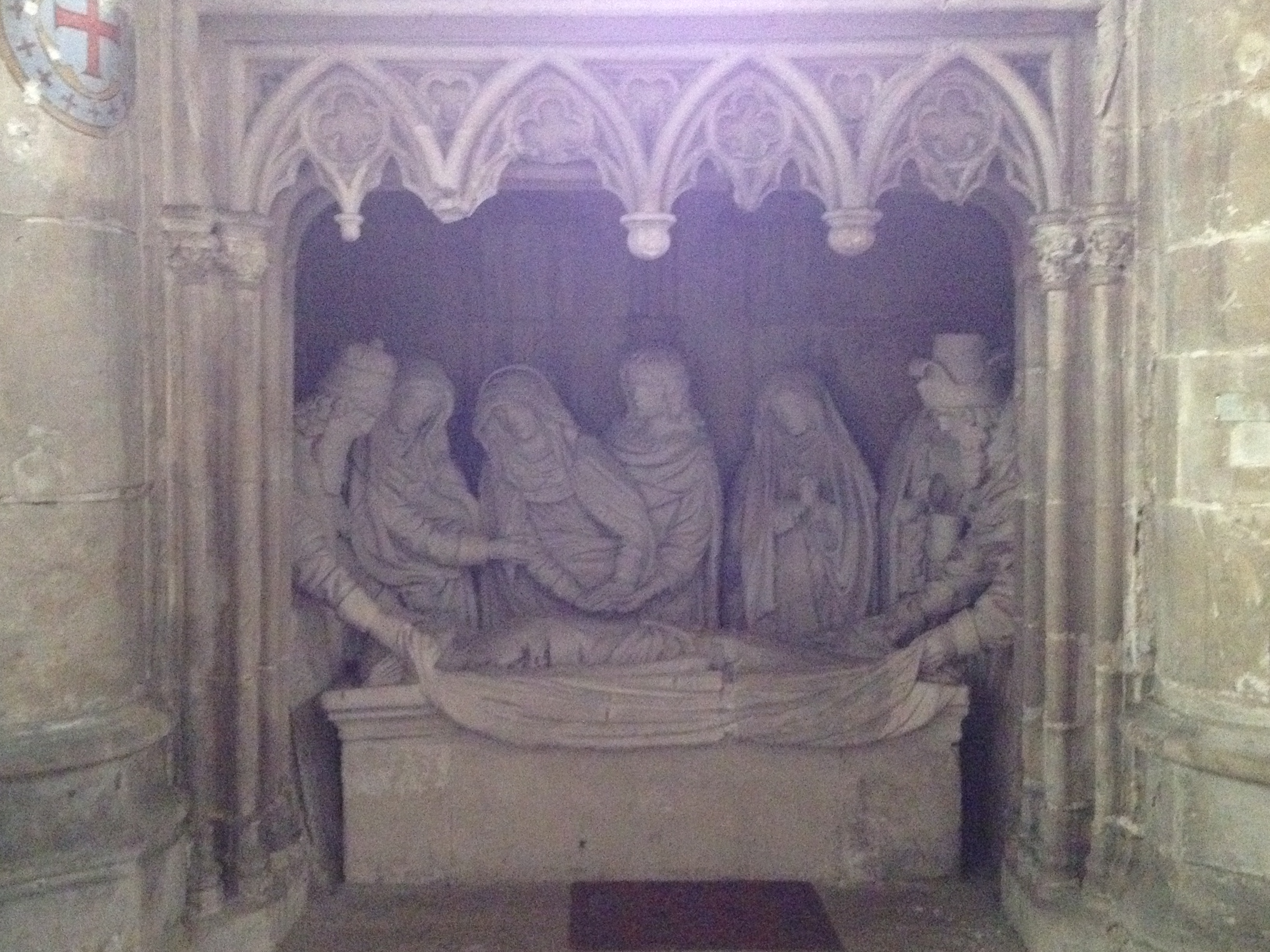
Mise au Tombeau.

Une mise au tombeau est située sous un enfeu.
Une poutre de gloire se trouve à l'entrée du chœur. Elle est composée d'un crucifix attribué à Guillaume de La Tremblaye et de deux statues en terre cuite, saint Benoît et saint Maur, qui proviennent du jubé du Bec. La Vierge et saint Jean entourent la croix.
Seize statues des apôtres et évangélistes ornent l'église. Elles proviennent de l'abbaye du Bec, selon la Chronique du Bec qui atteste la présence de 16 statues de pierre qui ornent les piliers de l'abbatiale. En 1433, le peintre rouennais Jean Sandrin est payé 96 livres pour les dorer et les enluminer. Seules deux ne sont pas d'origine : l'une d'elles est une copie moulée dont l'originale a réintégré le Bec, l'autre a disparu et est une copie d'une statue dont la draperie a été modifiée et à laquelle a été attribuée la croix de saint André.
Cinq dalles funéraires d'abbés du Bec sont présentées dans l'église. Il s'agit de :
- Guillaume d’Auvillars († 3 janvier 1418), 26e abbé du Bec (1399-1418)[7]. Elle est apposée contre le mur du transept sud. Elle a été restaurée par Pierre-Victorien Lottin ;
- Robert Vallée († 4 mai 1430)[7] (fragment), prieur de Bonne-Nouvelle de Rouen (1410) puis 27e abbé du Bec (1418-1430), après la mort de son oncle Guillaume IV d'Auvillars ;
- Thomas Frique († 5 juillet 1446), prieur puis 28e abbé du Bec (1430-1446), un des juges de Jeanne d'Arc. Elle est située sur la pile droite de la tribune ;
- Guillaume Guérin († 4 avril 1515), prieur de Meulan, chapelain de Robert d'Évreux puis 33e abbé du Bec (1491-1515). Elle est située dans la chapelle Saint-Joseph ;
- abbé inconnu du Bec. Elle est située sur la pile gauche de la tribune.

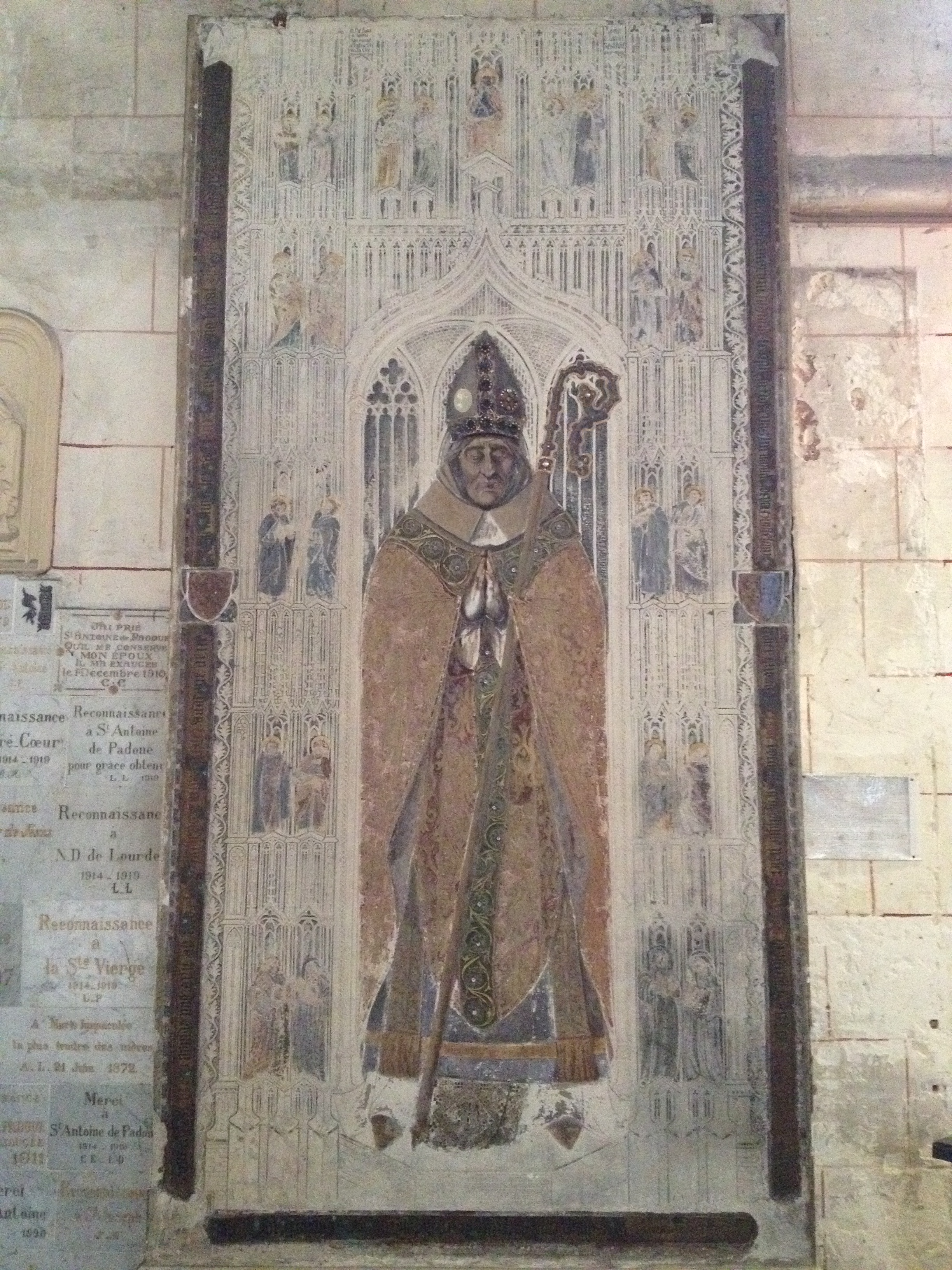
Dalle funéraire de l'abbé d'Auvillars.
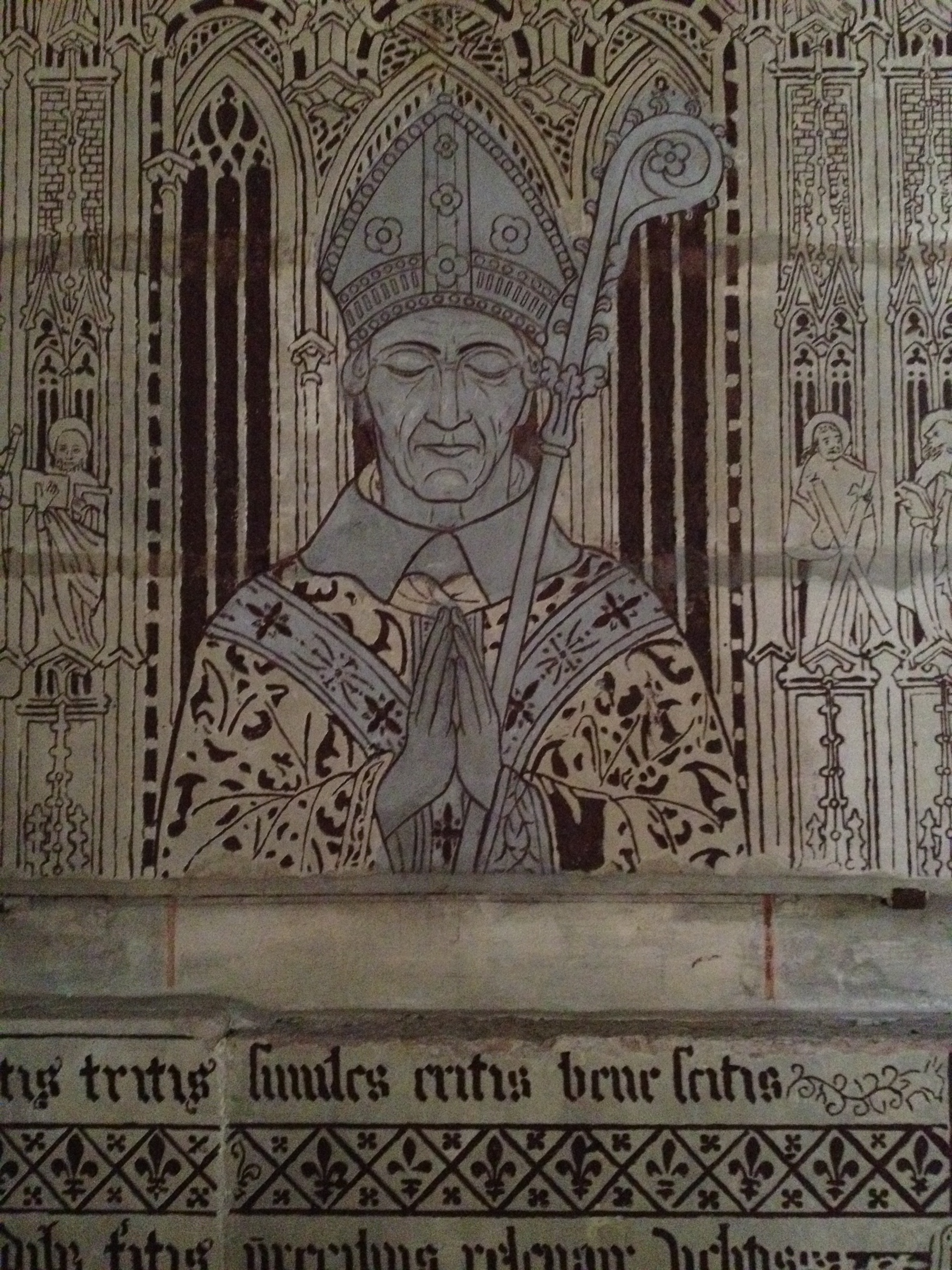
Dalle funéraire de l'abbé Vallée.
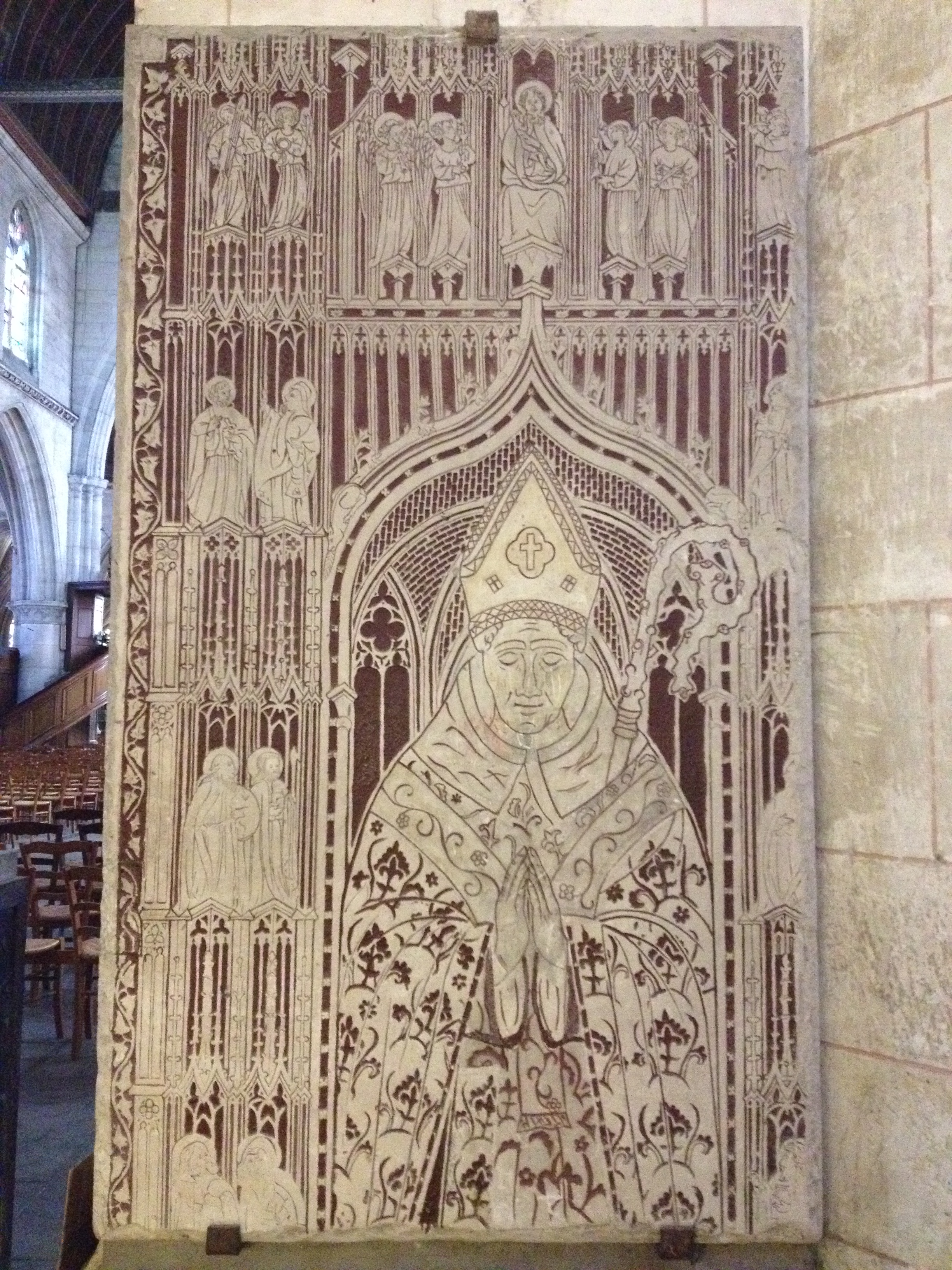
Dalle funéraire de l'abbé Frique.
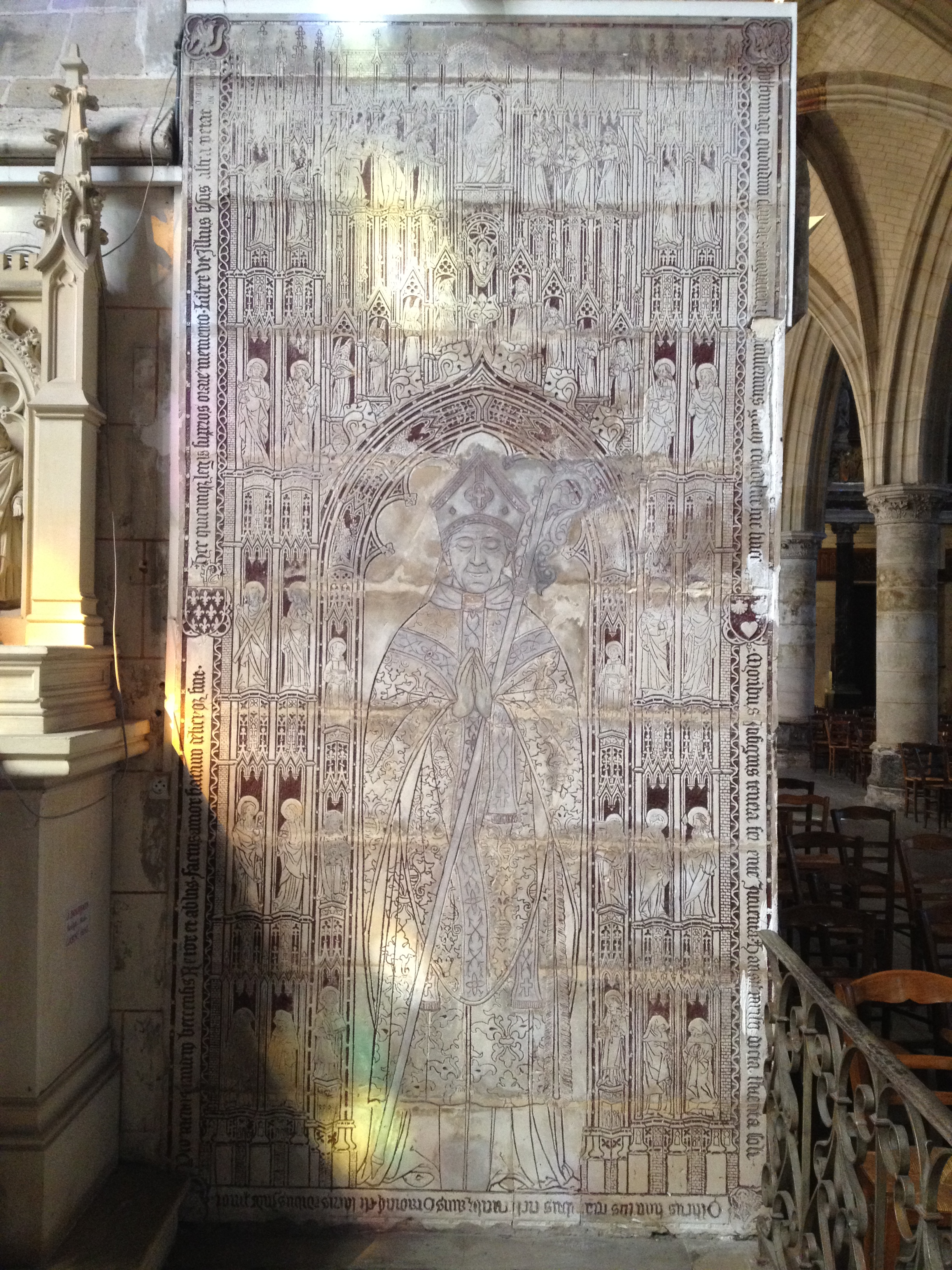
Dalle funéraire de l'abbé Guérin.
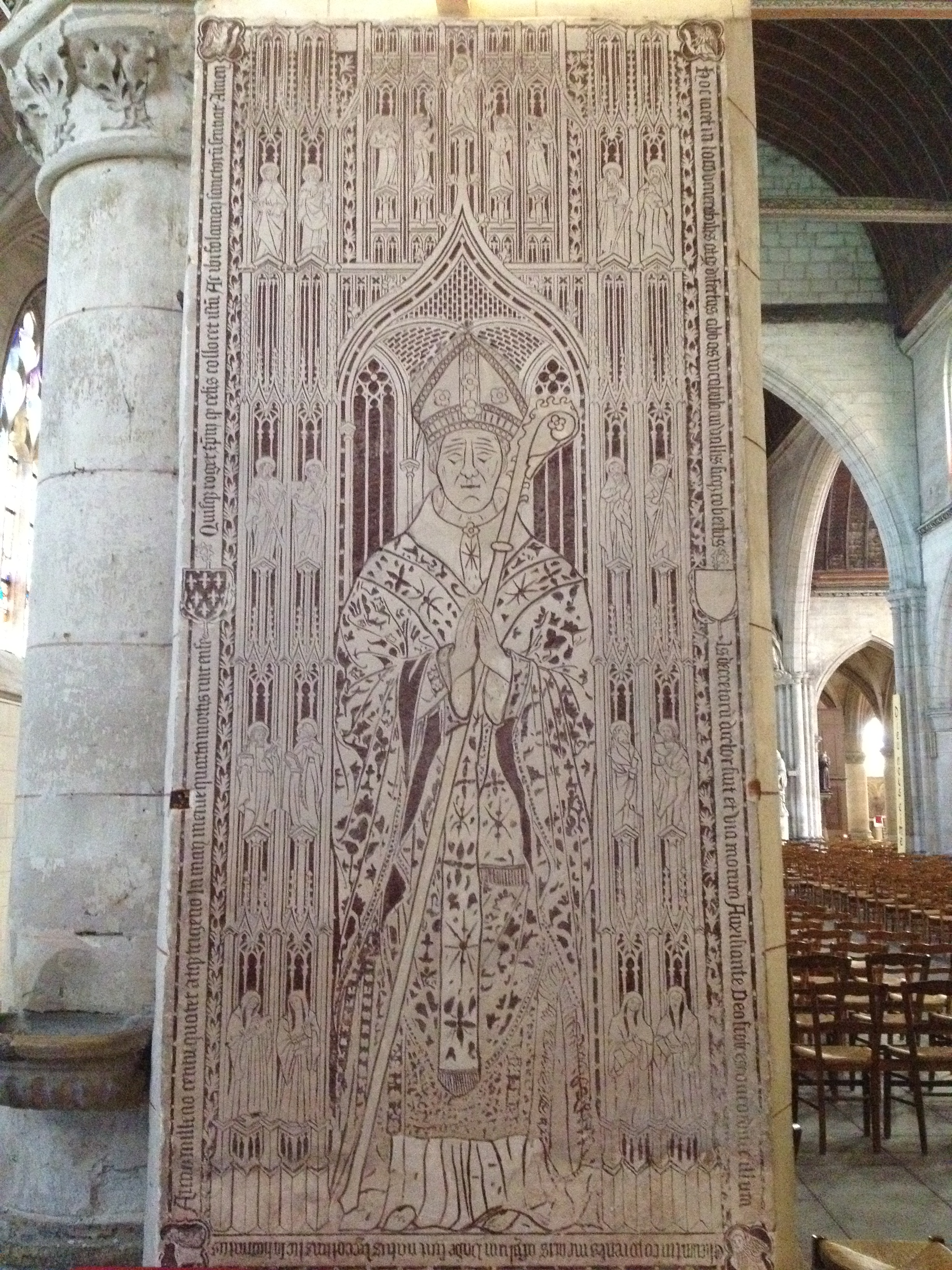
Dalle funéraire d'un abbé inconnu.

### Orgues
Un orgue a été construit à la tribune de Sainte-Croix par Nicolas Baril en 1570. Le buffet est construit au XVIIIe siècle. Le métal est malheureusement fondu à la Révolution. L'orgue est restauré par Georges Luce au XIXe siècle. Ces grandes orgues sont muettes depuis 1942 ! Elles sont inscrites aux monuments historiques depuis 1992.
Quant à l'orgue de chœur, construit par le facteur "Maisons Didier-Van Caster et Kuhn réunies", il a été acheté d’occasion en 1913 au Vatican, qui l’avait installé dans son pavillon de l’exposition universelle de 1899. Il est doté de 14 jeux et a été restauré en 1998.

#### Organistes
- Nicolas Le Vavasseur, organiste au début du XVIIe siècle.

## Protection
L'église fait l'objet d'une inscription au titre des monuments historiques par arrêté du 26 décembre 1927.

## Curés
- ?- 1790 :Thomas Lindet, d'abord vicaire à Paris, puis nommé curé de Sainte-Croix  Thomas Lindet était réputé pour sa générosité envers les pauvres. Sa popularité lui valut d’être désigné comme représentant du clergé du bailliage d’Évreux aux États généraux de 1789. Il se maria le 18 novembre 1792 à l'église Sainte-Marguerite de Paris[9]